# Faustino Bocchi

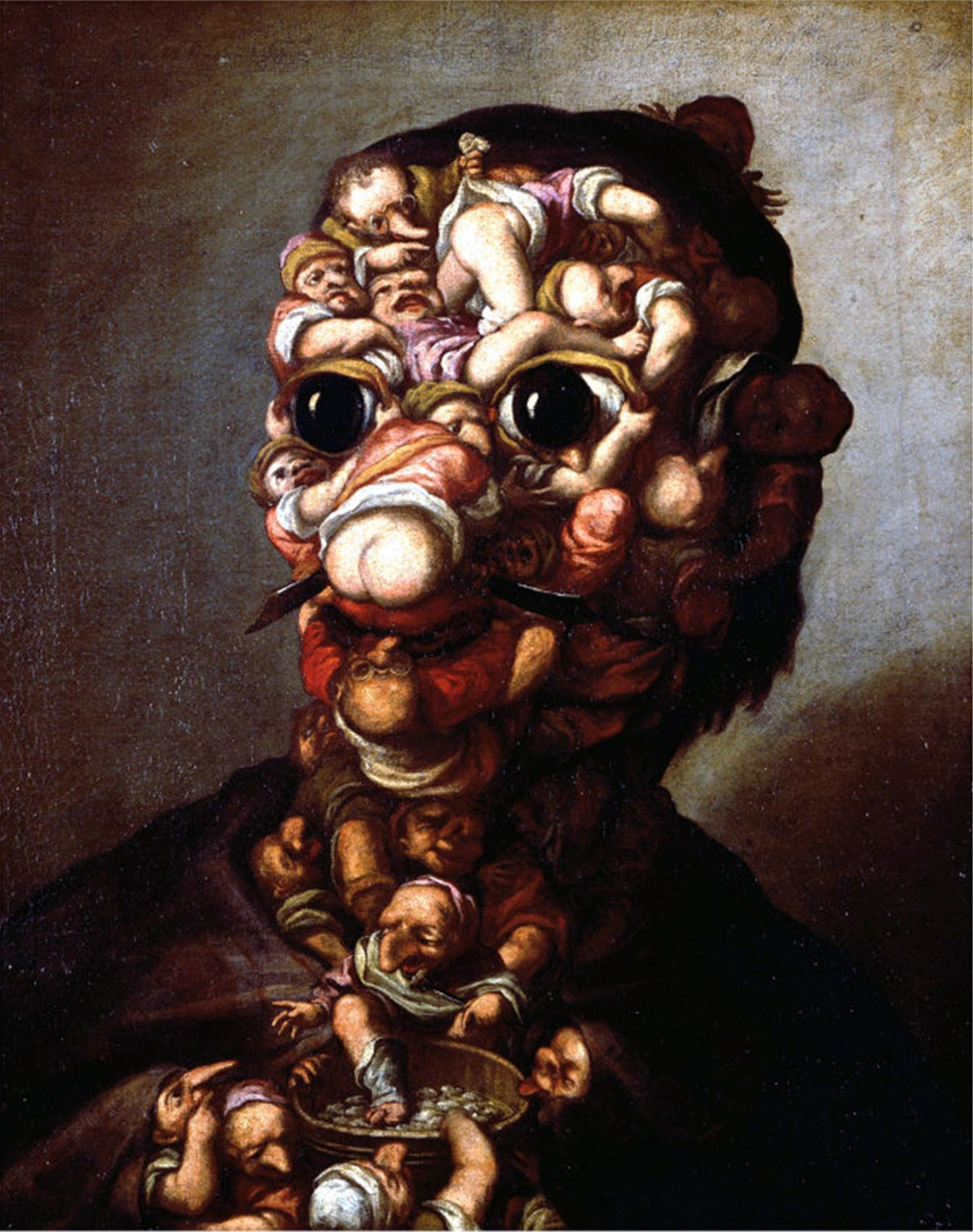
Una tipica bambocciata di nani

Faustino Bocchi (Brescia, 17 giugno 1659 – Brescia, 27 aprile 1741) è stato un pittore italiano.

## Biografia
Figlio di Giacomo e di Giulia Faioni, fu allievo di Carlo Babiocchi e di Angiolo Everardi detto il "Fiammenghino"; durante la sua carriera artistica produsse svariate nature morte, tele paesaggistiche e raffigurazioni di animali e in particolar modo di uccelli. Tra le sue attività è da menzionare quella di musicista di cetra.
Bocchi è però noto soprattutto per i suoi dipinti di genere chiamati bambocciate, narranti scene di giubilo, di festa, di banchetti, di gioco, di maschere, di combattimenti pullulanti di essere fantasiosi e deformi, che contrastavano con l'ambiente splendido e sfarzoso. Il suo gusto pittorico derivò parzialmente dal fondatore della scuola olandese dei bamboccianti Pieter van Laer, ma vista l'assenza nelle opere di Bocchi di un fine realistico, di un impegno descrittivo dei costumi popolari e di un senso tragico della vita, mentre invece predomina l'aspetto umoristico e satirico oltre alla vena grottesca e burlesca, appare quindi un seguace più di Francesco Monti detto il Brescianino, pittore di bambocciate.
Tra le opere del Bocchi menzioniamo Il guastafeste, La caccia al pulcino (Pinacoteca Tosio Martinengo di Brescia); Nani che si scaldano al fuoco (Museo di Breno); Il nano in trappola, Il malato dinanzi all'ara di Pan, Il pappagallo rosso, L'assalto del granchio (Museo Civico di Padova); La caccia al Pulcino, Bollitura dei maccheroni, La cura del merlo, Danza di nani in riva ad un fiume (Museo Nazionale di Varsavia).
Bocchi si può inserire in quella scuola, tipicamente lombarda, situata nel triangolo milanese, bergamasco e bresciano, che dal Cinquecento all'Ottocento produsse una tendenza prettamente bizzarra, ironica e fantasiosa, che partendo dall'Arcimboldi e passando attraverso Bocchi e Albrici si concluse alle soglie del Romanticismo.
Inoltre, alcuni storici dell'arte intravedono ispirazioni e influenze prese dal mondo fantasioso di Hieronymus Bosch..
Come pittore di figure realizzò due Santi e alcune Storie sacre nella chiesa della Pietà di Brescia e Storie di san Benedetto nella chiesa di Santo Spirito sempre di Brescia, caratterizzate da elementi classicheggianti,  paesaggi chiari e figure luminose, oltre che il San Marco del 1726 per la chiesa della Carità, pregevole per i colori.
Enrico Albricci si può considerare il suo allievo più importante ed il suo erede.

## Collezionisti
- Ugo Tognazzi regalò come dono di nozze a Sandra Mondaini e Raimondo Vianello un dipinto di Faustino Bocchi di cui possedeva il pendant[4].